# Megalestes maai
Megalestes maai là loài chuồn chuồn trong họ Synlestidae. Loài này được Chen mô tả khoa học đầu tiên năm 1947.